# Malovăț, Mehedinți
Malovăț este satul de reședință al comunei cu același nume din județul Mehedinți, Oltenia, România.

## Personalități
- Ecaterina Andronescu, profesor universitar, senator
- PRIMAR: Michescu Ion
- VICEPRIMAR: Angelu Paicu
- SECRETAR GENERAL: Ștefan Undrea